# Clam

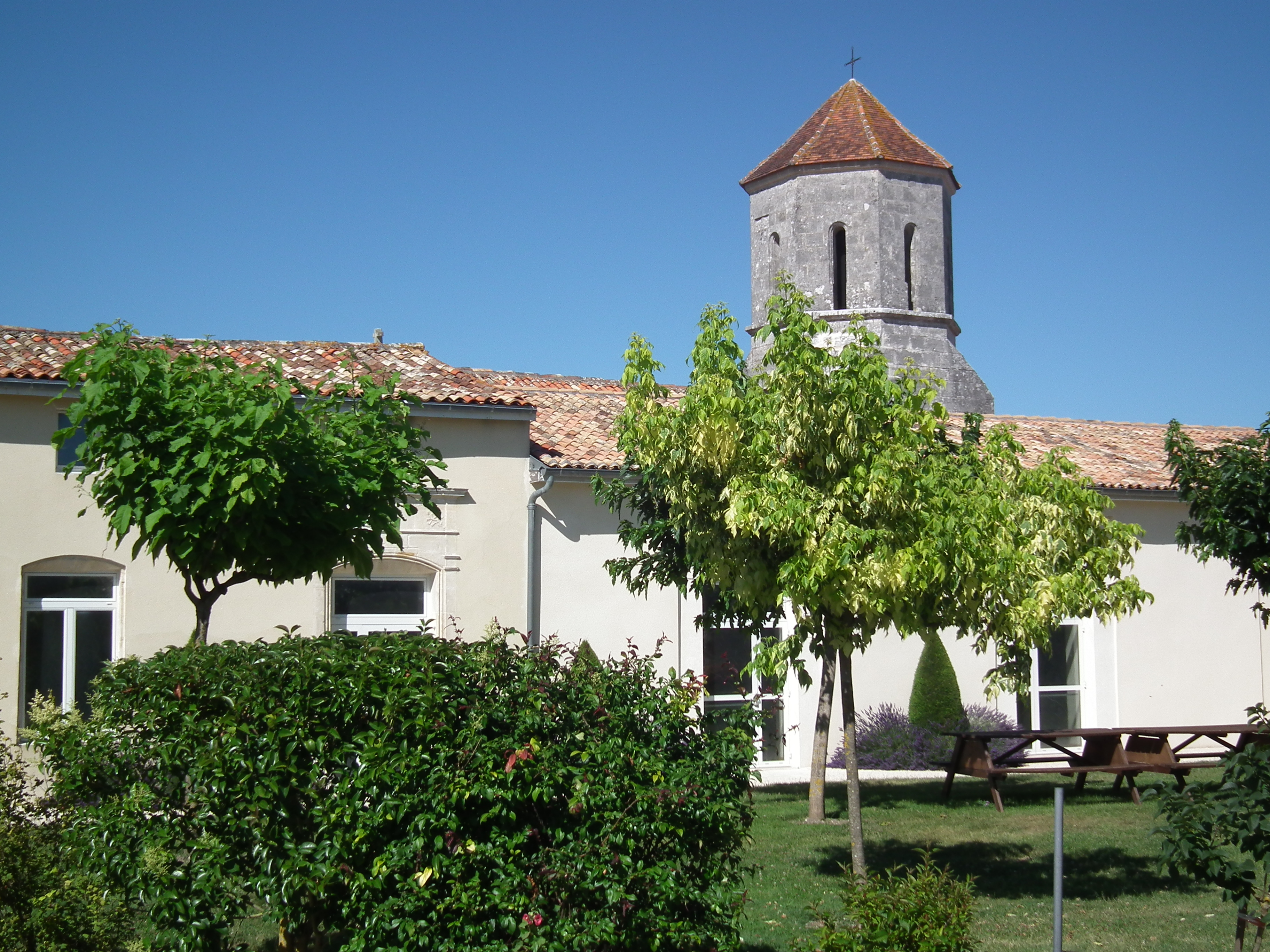
Kerk

Clam is een gemeente in het Franse departement Charente-Maritime (regio Nouvelle-Aquitaine) en telt 322 inwoners (2004). De plaats maakt deel uit van het arrondissement Jonzac.

## Geografie
De oppervlakte van Clam bedraagt 6,8 km², de bevolkingsdichtheid is 47,4 inwoners per km².
De onderstaande kaart toont de ligging van Clam met de belangrijkste infrastructuur en aangrenzende gemeenten.

## Demografie
Onderstaande figuur toont het verloop van het inwonertal (bron: INSEE-tellingen).